# Jule Brand
Jule Brand (Germersheim, 16 ottobre 2002) è una calciatrice tedesca, difensore o centrocampista dell'OL Lyonnes e della nazionale tedesca.
Nel 2022 vince la prima edizione del premio Golden Girl in qualità di miglior calciatrice europea under 21.

## Carriera

### Club
Brand inizia l'attività agonistica giocando con le formazioni giovanili miste del Dudenhofen e del Ganerb prima di entrare nel settore giovanile del Hoffenheim attraverso le giovanili dello Speyer 09 nell'inverno 2018. Nel club di Sinsheim viene inserita prima nella rosa delle Under-17 per poi passare alla squadra riserve Under-20 (Hoffenheim II) che disputa la 2. Frauen-Bundesliga. Dopo 37 partite a punti, nel 2020 viene aggregata alla prima squadra. A disposizione del tecnico Jürgen Ehrmann fa il suo debutto in Frauen-Bundesliga il 6 settembre 2020, alla 1ª giornata di campionato, rilevando Paulina Krumbiegel all'82' nell'incontro perso in trasferta 3-1 con il Turbine Potsdam. In seguito Ehrmann la impiega con costanza nella stagione, dove va a segno 4 volte su 22 presenze, la prima nella vittoria esterna per 5-2 con il Bayer Leverkusen, e grazie al terzo posto in classifica e al rinnovato regolamento UEFA festeggia con le compagne l'accesso alla UEFA Women's Champions League per la stagione seguente.
L'arrivo di Gabor Gallai sulla panchina della squadra dalla stagione seguente non muta la fiducia in Brand, maturando nuovamente 22 presenze, con 4 reti, in campionato, ma dove la sua squadra, a causa di tre risultati negativi dalla 15ª alla 17ª giornata, perde la 3ª posizione senza più riuscire a riconquistarla. Anche in Champions League le concede piena fiducia, impiegandola in tutti i 9 incontri disputati, andando a rete nel secondo turno di qualificazione nel pareggio per 3-3 con le svedesi del Rosengård, fino alla fase a gironi. Le sue prestazioni sono risultate tali da meritarsi un'attenzione particolare per l'imminente Europeo con la sua nazionale, venendo reputata come una delle cinque possibili rivelazioni del torneo, e anche dagli osservatori del Wolfsburg che già da febbraio si assicurano di farle firmare il contratto per il suo trasferimento a fine stagione.
Nell'ottobre del 2022, viene premiata nella prima edizione del premio European Golden Girl, istituito da Tuttosport e assegnato alla miglior giovane giocatrice della stagione precedente.
Dopo aver passato tre anni con le biancoverdi, il 1° luglio 2025 si accasa da svincolata all'OL Lyonnes.

### Nazionale
Brand debutta con la maglia della nazionale maggiore il 10 aprile 2021, chiamata dal commissario tecnico Martina Voss-Tecklenburg in occasione dell'amichevole con l'Australia. Entrata al 60' rilevando Tabea Waßmuth, due minuti più tardi sigla anche la sua prima rete senior, quella che porta il risultato sul parziale del 3-0, fornendo inoltre l'assist per la quarta rete tedesca a Laura Freigang al 65', con l'incontro poi terminato 5-2 per la Germania.

## Statistiche

### Presenze e reti nei club
Statistiche aggiornate al 3 luglio 2025.
| Stagione          | Squadra           | Campionato        | Campionato | Campionato | Coppe nazionali | Coppe nazionali | Coppe nazionali | Coppe internazionali | Coppe internazionali | Coppe internazionali | Altre coppe | Altre coppe | Altre coppe | Totale | Totale |
| Stagione          | Squadra           | Comp              | Pres       | Reti       | Comp            | Pres            | Reti            | Comp                 | Pres                 | Reti                 | Comp        | Pres        | Reti        | Pres   | Reti   |
| ----------------- | ----------------- | ----------------- | ---------- | ---------- | --------------- | --------------- | --------------- | -------------------- | -------------------- | -------------------- | ----------- | ----------- | ----------- | ------ | ------ |
| 2020-2021         | Hoffenheim        | FB                | 22         | 4          | CG              | 3               | 1               | -                    | -                    | -                    | -           | -           | -           | 25     | 5      |
| 2021-2022         | Hoffenheim        | FB                | 22         | 4          | CG              | 2               | 1               | UWCL                 | 9                    | 3                    | -           | -           | -           | 33     | 8      |
| Totale Hoffenheim | Totale Hoffenheim | Totale Hoffenheim | 44         | 8          | -               | 5               | 2               | -                    | 9                    | 3                    | -           | -           | -           | 58     | 13     |
| 2022-2023         | Wolfsburg         | BL                | 21         | 3          | CG              | 4               | 2               | UWCL                 | 10                   | 1                    | -           | -           | -           | 35     | 6      |
| 2023-2024         | Wolfsburg         | BL                | 22         | 4          | CG              | 5               | 5               | UWCL                 | 2                    | 0                    | -           | -           | -           | 29     | 9      |
| 2024-2025         | Wolfsburg         | BL                | 19         | 5          | CG              | 2               | 0               | UWCL                 | 10                   | 2                    | ST          | 1           | 0           | 32     | 7      |
| Totale Wolfsburg  | Totale Wolfsburg  | Totale Wolfsburg  | 62         | 12         | -               | 11              | 7               | -                    | 22                   | 3                    | -           | 1           | 0           | 96     | 22     |
| 2025-2026         | OL Lyonnes        | PL                | 0          | 0          | CF              | 0               | 0               | UWCL                 | 0                    | 0                    | -           | -           | -           | 0      | 0      |
| Totale carriera   | Totale carriera   | Totale carriera   | 106        | 20         | -               | 16              | 9               | -                    | 31                   | 6                    | -           | 1           | 0           | 154    | 36     |

### Cronologia presenze e reti in nazionale
Statistiche aggiornate al 28 ottobre 2024.
| Cronologia completa delle presenze e delle reti in nazionale ― Germania | Cronologia completa delle presenze e delle reti in nazionale ― Germania | Cronologia completa delle presenze e delle reti in nazionale ― Germania | Cronologia completa delle presenze e delle reti in nazionale ― Germania | Cronologia completa delle presenze e delle reti in nazionale ― Germania | Cronologia completa delle presenze e delle reti in nazionale ― Germania | Cronologia completa delle presenze e delle reti in nazionale ― Germania | Cronologia completa delle presenze e delle reti in nazionale ― Germania |
| Data                                                                    | Città                                                                   | In casa                                                                 | Risultato                                                               | Ospiti                                                                  | Competizione                                                            | Reti                                                                    | Note                                                                    |
| ----------------------------------------------------------------------- | ----------------------------------------------------------------------- | ----------------------------------------------------------------------- | ----------------------------------------------------------------------- | ----------------------------------------------------------------------- | ----------------------------------------------------------------------- | ----------------------------------------------------------------------- | ----------------------------------------------------------------------- |
| 10-04-2021                                                              | Wiesbaden                                                               | Germania                                                                | 5 – 2                                                                   | Australia                                                               | Amichevole                                                              | 1                                                                       | 59’                                                                     |
| 13-04-2021                                                              | Wiesbaden                                                               | Germania                                                                | 3 – 1                                                                   | Norvegia                                                                | Amichevole                                                              | -                                                                       | 46’                                                                     |
| 10-06-2021                                                              | Strasburgo                                                              | Francia                                                                 | 1 – 0                                                                   | Germania                                                                | Amichevole                                                              | -                                                                       | 60’                                                                     |
| 15-06-2021                                                              | Offenbach am Main                                                       | Germania                                                                | 0 – 0                                                                   | Cile                                                                    | Amichevole                                                              | -                                                                       |                                                                         |
| 18-09-2021                                                              | Cottbus                                                                 | Germania                                                                | 7 – 0                                                                   | Bulgaria                                                                | Qual. Mondiali 2023                                                     | -                                                                       | 46’                                                                     |
| 21-09-2021                                                              | Chemnitz                                                                | Germania                                                                | 5 – 1                                                                   | Serbia                                                                  | Qual. Mondiali 2023                                                     | -                                                                       | 81’                                                                     |
| 21-10-2021                                                              | Petah Tiqwa                                                             | Israele                                                                 | 0 – 1                                                                   | Germania                                                                | Qual. Mondiali 2023                                                     | -                                                                       | 62’                                                                     |
| 26-10-2021                                                              | Essen                                                                   | Germania                                                                | 7 – 0                                                                   | Israele                                                                 | Qual. Mondiali 2023                                                     | 2                                                                       | 46’                                                                     |
| 26-11-2021                                                              | Braunschweig                                                            | Germania                                                                | 8 – 0                                                                   | Turchia                                                                 | Qual. Mondiali 2023                                                     | 1                                                                       | 46’                                                                     |
| 30-11-2021                                                              | Faro                                                                    | Portogallo                                                              | 1 – 3                                                                   | Germania                                                                | Qual. Mondiali 2023                                                     | -                                                                       | 74’                                                                     |
| 17-02-2022                                                              | Middlesbrough                                                           | Germania                                                                | 1 – 1                                                                   | Spagna                                                                  | Arnold Clark Cup 2022                                                   | -                                                                       | 79’                                                                     |
| 20-02-2022                                                              | Norwich                                                                 | Canada                                                                  | 1 – 0                                                                   | Germania                                                                | Arnold Clark Cup 2022                                                   | -                                                                       | 46’                                                                     |
| 23-02-2022                                                              | Wolverhampton                                                           | Inghilterra                                                             | 3 – 1                                                                   | Germania                                                                | Arnold Clark Cup 2022                                                   | -                                                                       | 46’ 79’                                                                 |
| 9-04-2022                                                               | Bielefeld                                                               | Germania                                                                | 3 – 0                                                                   | Portogallo                                                              | Qual. Mondiali 2023                                                     | -                                                                       | 70’                                                                     |
| 12-04-2022                                                              | Stara Pazova                                                            | Serbia                                                                  | 3 – 2                                                                   | Germania                                                                | Qual. Mondiali 2023                                                     | -                                                                       | 46’                                                                     |
| 24-06-2022                                                              | Erfurt                                                                  | Germania                                                                | 7 – 0                                                                   | Svizzera                                                                | Amichevole                                                              | 1                                                                       | 73’                                                                     |
| 08-07-2022                                                              | Brentford                                                               | Germania                                                                | 4 – 0                                                                   | Danimarca                                                               | Euro 2022 - Fase a gironi                                               | -                                                                       | 61’                                                                     |
| 12-07-2022                                                              | Brentford                                                               | Germania                                                                | 2 – 0                                                                   | Spagna                                                                  | Euro 2022 - Fase a gironi                                               | -                                                                       | 87’                                                                     |
| 16-07-2022                                                              | Milton Keynes                                                           | Finlandia                                                               | 0 – 3                                                                   | Germania                                                                | Euro 2022 - Fase a gironi                                               | -                                                                       | 64’                                                                     |
| 21-07-2022                                                              | Brentford                                                               | Germania                                                                | 2 – 0                                                                   | Austria                                                                 | Euro 2022 - Quarti di finale                                            | -                                                                       | 83’                                                                     |
| 27-07-2022                                                              | Milton Keynes                                                           | Germania                                                                | 2 – 1                                                                   | Francia                                                                 | Euro 2022 - Semifinali                                                  | -                                                                       |                                                                         |
| 31-07-2022                                                              | Londra                                                                  | Inghilterra                                                             | 2 – 1 dts                                                               | Germania                                                                | Euro 2022 - Finale                                                      | -                                                                       | 46’                                                                     |
| 03-09-2022                                                              | Bursa                                                                   | Turchia                                                                 | 0 – 3                                                                   | Germania                                                                | Qual. Mondiali 2023                                                     | -                                                                       | 74’                                                                     |
| 06-09-2022                                                              | Plovdiv                                                                 | Bulgaria                                                                | 0 – 8                                                                   | Germania                                                                | Qual. Mondiali 2023                                                     | -                                                                       | 71’                                                                     |
| 07-10-2022                                                              | Dresda                                                                  | Germania                                                                | 2 – 1                                                                   | Francia                                                                 | Amichevole                                                              | -                                                                       | 46’ 80’                                                                 |
| 11-11-2022                                                              | Fort Lauderdale                                                         | Stati Uniti                                                             | 1 – 2                                                                   | Germania                                                                | Amichevole                                                              | -                                                                       | 84’                                                                     |
| 13-11-2022                                                              | Harrison                                                                | Stati Uniti                                                             | 2 – 1                                                                   | Germania                                                                | Amichevole                                                              | 1                                                                       | 79’                                                                     |
| 21-02-2023                                                              | Duisburg                                                                | Germania                                                                | 0 – 0                                                                   | Svezia                                                                  | Amichevole                                                              | -                                                                       | 72’                                                                     |
| 07-04-2023                                                              | Sittard                                                                 | Paesi Bassi                                                             | 0 – 1                                                                   | Germania                                                                | Amichevole                                                              | -                                                                       | 78’                                                                     |
| 11-04-2023                                                              | Norimberga                                                              | Germania                                                                | 1 – 2                                                                   | Brasile                                                                 | Amichevole                                                              | 1                                                                       | 76’                                                                     |
| 24-06-2023                                                              | Offenbach am Main                                                       | Germania                                                                | 2 – 1                                                                   | Vietnam                                                                 | Amichevole                                                              | -                                                                       | 61’                                                                     |
| 07-07-2023                                                              | Fürth                                                                   | Germania                                                                | 2 – 3                                                                   | Zambia                                                                  | Amichevole                                                              | -                                                                       | 64’                                                                     |
| 24-07-2023                                                              | Melbourne                                                               | Germania                                                                | 6 – 0                                                                   | Marocco                                                                 | Mondiali 2023 - Fase a gironi                                           | -                                                                       |                                                                         |
| 30-07-2023                                                              | Sydney                                                                  | Germania                                                                | 1 – 2                                                                   | Colombia                                                                | Mondiali 2023 - Fase a gironi                                           | -                                                                       |                                                                         |
| 03-08-2023                                                              | Brisbane                                                                | Corea del Sud                                                           | 1 – 1                                                                   | Germania                                                                | Mondiali 2023 - Fase a gironi                                           | -                                                                       | 84’                                                                     |
| 22-09-2023                                                              | Viborg                                                                  | Danimarca                                                               | 2 – 0                                                                   | Germania                                                                | UEFA Women's Nations League 2023-2024                                   | -                                                                       | 46’                                                                     |
| 26-09-2023                                                              | Bochum                                                                  | Germania                                                                | 4 – 0                                                                   | Islanda                                                                 | UEFA Women's Nations League 2023-2024                                   | -                                                                       | 63’                                                                     |
| 31-10-2023                                                              | Reykjavík                                                               | Islanda                                                                 | 0 – 2                                                                   | Germania                                                                | UEFA Women's Nations League 2023-2024                                   | -                                                                       | 46’                                                                     |
| 05-12-2023                                                              | Swansea                                                                 | Galles                                                                  | 0 – 0                                                                   | Germania                                                                | UEFA Women's Nations League 2023-2024                                   | -                                                                       | 69’                                                                     |
| 23-02-2024                                                              | Décines-Charpieu                                                        | Francia                                                                 | 2 – 1                                                                   | Germania                                                                | UEFA Women's Nations League 2023-2024                                   | -                                                                       | 46’                                                                     |
| 28-02-2024                                                              | Heerenveen                                                              | Paesi Bassi                                                             | 0 – 2                                                                   | Germania                                                                | UEFA Women's Nations League 2023-2024                                   | -                                                                       |                                                                         |
| 05-04-2024                                                              | Linz                                                                    | Austria                                                                 | 2 – 3                                                                   | Germania                                                                | Qual. Euro 2025                                                         | -                                                                       | 86’                                                                     |
| 09-04-2024                                                              | Aquisgrana                                                              | Germania                                                                | 3 – 1                                                                   | Islanda                                                                 | Qual. Euro 2025                                                         | -                                                                       | 77’                                                                     |
| 31-05-2024                                                              | Rostock                                                                 | Germania                                                                | 4 – 1                                                                   | Polonia                                                                 | Qual. Euro 2025                                                         | -                                                                       | 71’                                                                     |
| 04-06-2024                                                              | Gdynia                                                                  | Polonia                                                                 | 1 – 3                                                                   | Germania                                                                | Qual. Euro 2025                                                         | -                                                                       | 46’                                                                     |
| 12-07-2024                                                              | Reykjavík                                                               | Islanda                                                                 | 3 – 0                                                                   | Germania                                                                | Qual. Euro 2025                                                         | -                                                                       |                                                                         |
| 16-07-2024                                                              | Hannover                                                                | Germania                                                                | 4 – 0                                                                   | Austria                                                                 | Qual. Euro 2025                                                         | 1                                                                       | 88’                                                                     |
| 25-07-2024                                                              | Marsiglia                                                               | Germania                                                                | 3 – 0                                                                   | Australia                                                               | Olimpiadi 2024                                                          | 1                                                                       |                                                                         |
| 28-07-2024                                                              | Marsiglia                                                               | Stati Uniti                                                             | 4 – 1                                                                   | Germania                                                                | Olimpiadi 2024                                                          | -                                                                       |                                                                         |
| 31-07-2024                                                              | Saint-Étienne                                                           | Zambia                                                                  | 1 – 4                                                                   | Germania                                                                | Olimpiadi 2024                                                          | -                                                                       | 46’                                                                     |
| 03-08-2024                                                              | Marsiglia                                                               | Canada                                                                  | 0 – 0 dts (2-4 dtr)                                                     | Germania                                                                | Olimpiadi 2024                                                          | -                                                                       | 79’                                                                     |
| 06-08-2024                                                              | Décines-Charpieu                                                        | Stati Uniti                                                             | 1 – 0 dts                                                               | Germania                                                                | Olimpiadi 2024                                                          | -                                                                       | 108’                                                                    |
| 09-08-2024                                                              | Décines-Charpieu                                                        | Spagna                                                                  | 0 – 1                                                                   | Germania                                                                | Olimpiadi 2024                                                          | -                                                                       |                                                                         |
| 25-10-2024                                                              | Londra                                                                  | Inghilterra                                                             | 3 – 4                                                                   | Germania                                                                | Amichevole                                                              | -                                                                       |                                                                         |
| 28-10-2024                                                              | Duisburg                                                                | Germania                                                                | 1 – 2                                                                   | Australia                                                               | Amichevole                                                              | -                                                                       | 59’                                                                     |
| 21-2-2025                                                               | Breda                                                                   | Paesi Bassi                                                             | 2 – 2                                                                   | Germania                                                                | UEFA Women's Nations League 2025                                        | -                                                                       | 77’                                                                     |
| 25-2-2025                                                               | Norimberga                                                              | Germania                                                                | 4 – 1                                                                   | Austria                                                                 | UEFA Women's Nations League 2025                                        | -                                                                       | 79’                                                                     |
| 4-4-2025                                                                | Dundee                                                                  | Scozia                                                                  | 0 – 4                                                                   | Germania                                                                | UEFA Women's Nations League 2025                                        | -                                                                       |                                                                         |
| 8-4-2025                                                                | Wolfsburg                                                               | Germania                                                                | 6 – 1                                                                   | Scozia                                                                  | UEFA Women's Nations League 2025                                        | -                                                                       |                                                                         |
| 30-5-2025                                                               | Brema                                                                   | Germania                                                                | 4 – 0                                                                   | Paesi Bassi                                                             | UEFA Women's Nations League 2025                                        | -                                                                       |                                                                         |
| 4-7-2025                                                                | San Gallo                                                               | Germania                                                                | 2 – 0                                                                   | Polonia                                                                 | Euro 2025 - 1° turno                                                    | 1                                                                       |                                                                         |
| 8-7-2025                                                                | Basilea                                                                 | Germania                                                                | 2 – 1                                                                   | Danimarca                                                               | Euro 2025 - 1º turno                                                    | -                                                                       | 90+9’                                                                   |
| 12-7-2025                                                               | Zurigo                                                                  | Svezia                                                                  | 4 – 1                                                                   | Germania                                                                | Euro 2025 - 1° turno                                                    | 1                                                                       |                                                                         |
| 19-7-2025                                                               | Basilea                                                                 | Francia                                                                 | 1 – 1 dts (5 - 6 dtr)                                                   | Germania                                                                | Euro 2025 - Quarti di finale                                            | -                                                                       | 52’ 120’                                                                |
| 23-7-2025                                                               | Zurigo                                                                  | Germania                                                                | 0 – 1 dts                                                               | Spagna                                                                  | Euro 2025 - Semifinale                                                  | -                                                                       |                                                                         |
| Totale                                                                  |                                                                         | Presenze                                                                | 65                                                                      |                                                                         | Reti                                                                    | 11                                                                      |                                                                         |

## Palmarès

### Nazionale
- Bronzo olimpico: 1

Parigi 2024
- Campionato d'Europa under 17: 1

2019

### Individuale
- Golden Girl: 1

2022